# Società dei Mostri del Male
La Società dei Mostri del Male è un gruppo di personaggi immaginari comparso in serie a fumetti pubblicate negli Stati Uniti d'America dalla DC Comics; fu il primo gruppo di supercriminali dei fumetti che abbia avuto come membri dei personaggi creati appositamente. Il gruppo ha avuto una composizione variabile nel tempo, ed è significativa in quanto; il gruppo esordì su Captain Marvel Adventures n. 22 e continuò ad apparirvi per due anni fino al numero n. 46.